# Gundelsheim (Bawaria)
Gundelsheim (MAF: /ˈɡʊndl̩sˌhaɪ̯m/, posłuchajⓘ) – miejscowość i gmina w Niemczech, w kraju związkowym Bawaria, w rejencji Górna Frankonia, w regionie Oberfranken-West, w powiecie Bamberg. Leży około 5 km na północny wschód od Bamberga, przy autostradzie A70, A73 i drodze B173.

## Demografia
| Rok  | Liczba mieszk. |
| ---- | -------------- |
| 1970 | 1335           |
| 1987 | 2755           |
| 2000 | 3339           |
| 2006 | 3300           |

## Oświata
(na 1999)

W gminie znajduje się przedszkole ze 125 miejscami oraz szkoła podstawowa (9 nauczycieli, 136 uczniów).